# ARM Cortex-M
ARM Cortex-M é uma família de núcleos de processador RISC de 32-bit licenciados pela ARM Holdings, principalmente usados em microcontroladores. Os núcleos que compõem a família são Cortex-M0, Cortex-M1, Cortex-M3, Cortex-M4.

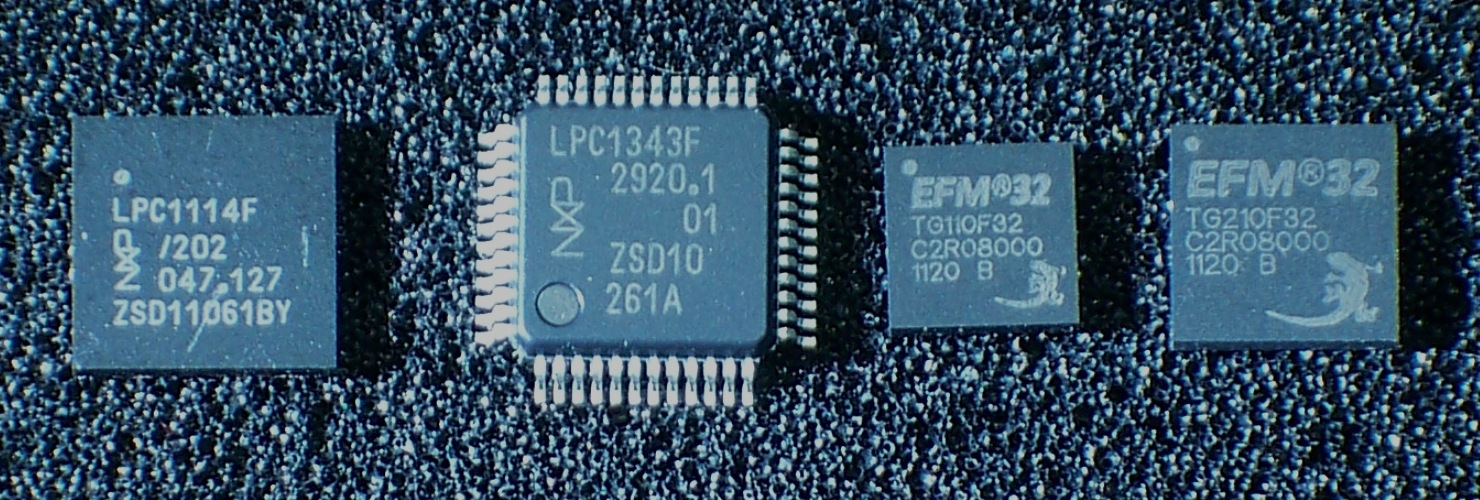
Circuitos integrados ARM Cortex-M0 / Cortex-M3 da NXP e Energy Micro

## Cortex-M0

### Características
As principais características do núcleo Cortex-M0 são:
- Arquitetura ARMv6-M[5]
- Conjunto de Instruções
  - Thumb (maioria), sem CBZ, CBNZ, IT.
  - Thumb-2 (subconjunto), apenas BL, DMB, DSB, ISB, MRS, MSR.
  - Multiplicação de hardware (32-bit), 3 ciclos ou 32 ciclos (silicon option)
- Pipeline de 3 estágios

### Implementação
Os seguintes fornecedores desenvolvem microcontroladores baseados no núcleo Cortex-M0:
- Energy Micro EFM32 família Zero Gecko
- NXP família LPC11xx, LPC12xx
- nuvoTon família NuMicro
- STMicroelectronics STM32 família F0
- Cypress Semiconductor PSoC 4
- Freescale família Kinetis L (Cortex M0+)

## Cortex-M1

### Características
As principais características do núcleo Cortex-M1 são:
- Arquitetura ARMv6-M[5]
- Conjunto de Instruções
  - Thumb (maioria), sem CBZ, CBNZ, IT.
  - Thumb-2 (subconjunto), apenas BL, DMB, DSB, ISB, MRS, MSR.
  - Multiplicação de hardware (32-bit), 3 ciclos ou 33 ciclos (silicon option)

### Implementações
Os seguintes fornecedores de FPGAs dão suporte ao Cortex-M1:
- Actel FPGAs
- Altera FPGAs
- Xilinx FPGAs

## Cortex-M3

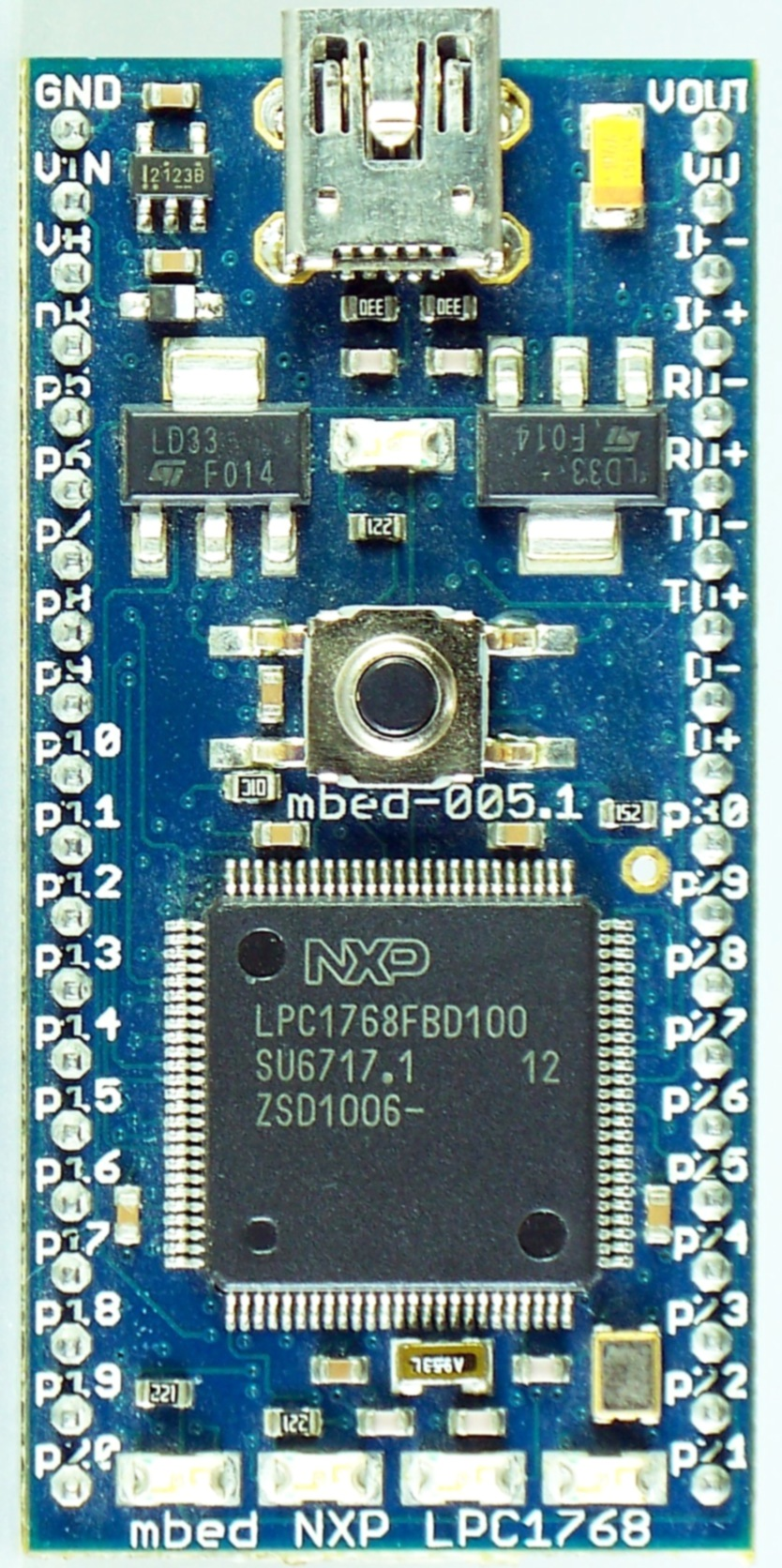
mbed com microcontrolador NXP LPC1768

### Características
As principais características do núcleo Cortex-M3 são:
- Arquitetura ARMv7-M[7]
- Suporte a instruções Thumb e Thumb-2
- Pipeline de 3 estágios com branch predictor
- 1 a 240 interrupções de hardware, mais NMI
- Latência de interrupções de 12 ciclos
- Modos sleep integrados
- MPU com 8 regiões
- 1.25 DMIPS/MHz
- 0,19 mW/MHz
- 0,86 mm2 (núcleo + periféricos)

## Implementações
Vários modelos de PCB com sistema SoCs são implementados com o núcleo Cortex-M3, incluindo:
- Actel família SmartFusion
- Atmel família SAM3S, SAM3U, e SAM3N.
- NXP famílias 17xx e 13xx;
- STMicroelectronics família STM32;
- Texas Instruments família Stellaris e também incluído em alguns SoCs OMAPs 4;
- Toshiba Série TX03

## Cortex-M4

### Características
Conceitualmente, o Cortex-M4 é um Cortex-M3 com Instruções DSP, e uma Unidade de Ponto Flutuante opcional. Se o núcleo contém a unidade de ponto flutuante, é conhecido como Cortex-M4F. As principais características do núcleo Cortex-M4 são:
- Arquitetura ARMv7-ME[7]
- Suporte a instruções:
  - Thumb (total)
  - Thumb-2 (total)
  - Multiplicador de hardware de 1 ciclo (32-bit), divisão de hardware de 2-12 ciclos (32-bit)
  - Extensão DSP: 16/32-bit MAC de único ciclo, 16-bit MAC duplo de único ciclo, aritmética 8/16-bit SIMD.
  - Extensão de ponto flutuante (silicon option): Unidade de ponto flutuante de precisão simples, chamada FPv4-SP.
- Pipeline de 3 estágios com branch predictor
- 1 a 240 interrupções de hardware, mais NMI
- Latência de interrupções de 12 ciclos
- Modos sleep integrados
- MPU com 8 regiões (silicon option)
- 1,25 DMIPS/MHz

### Implementações
Os seguintes fornecedores desenvolvem microcontroladores baseados no núcleo Cortex-M4:
- Atmel família SAM4 (Cortex-M4)
- Freescale famílias Kinetis (Cortex-M4 and Cortex-M4F)
- STMicroelectronics STM32 família F4 (Cortex-M4F)
- Texas Instruments família Stellaris LM4F (Cortex-M4F)